# بریلوواتس
بریلوواتس (به صربی: Berilovac) یک منطقهٔ مسکونی در صربستان است که در پیروت واقع شده‌است. بریلوواتس ۱٬۹۳۳ نفر جمعیت دارد.